# Constantin Ucuta
Constantin Ucuta (n. secolul al XVIII-lea, Moscopole, Imperiul Otoman) a fost un cărturar și protopop aromân.

## Biografie
S-a născut la Moscopole, un oraș puternic din punct de vedere economic și centru aromân, care făcea parte în acea vreme din Imperiul Otoman, iar astăzi face parte din Albania. A părăsit orașul său natal și a migrat în orașul Posen din sudul Prusiei (azi orașul Poznań din Polonia), unde a intrat în contact cu mica comunitate aromână, formată în mare parte din negustori. El a devenit cărturar și protopop, slujind într-o biserică din Posen ridicată cel mai probabil de negustorii aromâni ortodocși⁠(d) ai orașului. Alte detalii despre biografia lui Ucuta sunt rare si puțin cunoscute.
Ucuta a publicat în 1797 la Viena, capitala Imperiului Habsburgic, cartea de citire⁠(d) Νεα Παιδαγωγία (Nea Paidagogía, „Noua pedagogie”), scrisă în limba aromână, dar cu alfabet grecesc, care era atunci singurul alfabet cunoscut de aromâni. Cartea avea 56 de pagini și purta titlul „Nouă Pedagogie sau Abecedar ușor spre a învăța pe copiii tineri cartea aromânească, îndeobște întrebuințare la aromâni. Acum întâia dată s-a întocmit și îndreptat de către preacuviosul în cele preoțești Domnul Domnul Constantin al lui Ucuta, moscopoleanul, hartofilax și protopop în Posen din Prusia meridională. Și mulțumită lui s-a dat în tipar pentru gloria Neamului [aromân]. În Viena, 1797. În imprimeria a lui Puǐlǐu Marquises”. Cartea de citire a lui Ucuta a reprezentat unul dintre primele semne ale renașterii naționale a aromânilor în secolul al XVIII-lea, alături de lucrările altor câțiva autori.

## Cartea de citire a lui Ucuta
Ucuta a subliniat, în lucrarea sa, importanța de a avea o carte de citire pentru poporul aromân și de a preda copiii aromâni limba lor maternă. El a deplâns, de asemenea, ceea ce a numit uitarea limbii aromânilor, precum și „dogmele de credință” ale acestora. Pentru a argumenta apărarea limbii aromâne, a citat din cap. 14 al Epistolei întâia către Corinteni⁠(d) a Sfântului Apostol Pavel (inclusă în Noul Testament), mai precis versetele 14, 15 și 16, care îndeamnă la folosirea limbii materne în rugăciune, scriind că „dacă m-aș închina în limbă străină, sufletul mi se închină, dar mintea îmi este fără rod”. Ucuta a inclus și o traducere a rugăciunii Tatăl nostru din greacă în aromână. O altă trăsătură importantă a operei sale este definirea aromânilor cu termenul „româno-vlahi” și a limbii vorbite de aceștia ca „româno-vlahă”. S-ar putea ca el să fi făcut o legătură între aromâni și români după ce a fost influențat de comunitatea aromânilor aflați atunci în Transilvania (parte componentă în acea vreme a Imperiului Habsburgic și acum a României), care la numai câțiva ani după 1797 vor încerca să scrie texte în limba lor proprie, sau mai probabil de una dintre operele istorice ale lui Johann Erich Thunmann, în care acesta vorbea despre romanitatea aromânilor și evidenția afinitățile dintre cele două popoare, deși nu se știe precis.
Alegerea scrierii cărții cu alfabetul grecesc într-o perioadă în care aromânii din Imperiul Habsburgic aveau tendința să-și scrie limba cu alfabetul latin a fost justificată în precuvântarea cărții de Ucuta prin necesitatea ca aromânii din Peninsula Balcanică, care nu cunoșteau atunci decât alfabetul grecesc, să înțeleagă cele scrise: „Și să nu privești drept rușine de ce am luat slovele Elenilor sau de ce ne-am împrumutat din altă limbă, căci toate limbile ce sunt în lume se împrumută una dela alta, dar dela Eleni se împrumutară toate gințile și cu slove și cu cuvinte și nimeni nu poate tăgădui aceasta, căci li se văd și slovele și li se înțeleg și cuvintele”. Ucuta a stabilit, pentru manualul său, un sistem de fonetică și ortografie⁠(d) pentru limba aromână. El a creat un grafem pentru fiecare fonem aromân, deși pentru acele foneme fără echivalent în alfabetul grec a combinat două sau trei litere grecești. Astfel, cartea de citire a lui Ucuta a devenit primul ghid ortografic și fonetic aromân. Alfabetul grecesc folosit de aromânii din zona Moscopole la începutul secolului al XX-lea era încă asemănător cu cel din cartea lui Ucuta. Cu toate acestea, potrivit lui Pericle Papahagi, sistemul de transcriere al limbii aromâne cu caractere grecești din cartea lui Ucuta nu este unul riguros, din cauza faptului că literele grecești nu pot reda într-un mod potrivit sunetele aromânești.
Cartea de citire a lui Ucuta este posibil să fi fost folosită de copiii și adulții din comunitatea aromână din Posen; în acest caz, ar fi fost prima dată când aceștia au putut vedea limba lor maternă scrisă într-o lucrare tipărită. Este posibil ca ea să fi fost folosită și în orașul său natal, Moscopole, deoarece lucrarea a ajuns în acea localitate. Cartea a rămas necunoscută timp de un secol, nefiind menționată nicăieri, iar supraviețuirea ei într-o perioadă în care propaganda grecească a făcut eforturi pentru deznaționalizarea aromânilor care nu vorbeau grecește este considerată de Pericle Papahagi drept o „întâmplare”. Lucrarea lui Ucuta a devenit cunoscută în România abia în anul 1907, atunci când filologul și bibliograful român Ioan Bianu, membru titular al Academiei Române și director al Bibliotecii Academiei, a achiziționat această carte, prin intermediul diplomatului Ioan N. Papiniu (ministru plenipotențiar la Constantinopol), de la un aromân din Bitola (parte componentă în acea vreme a Imperiului Otoman, iar astăzi a Macedoniei de Nord), cu origini din Moscopole. Achiziționarea cărții a fost anunțată în ședința Academiei Române din 11 mai 1907. Începând de atunci, lucrarea lui Ucuta a fost studiată de mai multe ori în România.
Cărturarul aromân Pericle Papahagi considera cartea de citire a lui Ucuta drept „acel nepieritor monument de limbă și simțire aromânească a nemuritorului Const. Ucuta, acel modest abecedar însoțit de o serie de rugăciuni pioase și intitulat Νεα Παιδαγωγία, în care vibrează, în precuvântare, o inimă curat românească”.